# محمد بن هبة الله البندنيجي
محمد بن هبة الله بن ثابت، أبو نصر البَنْدَنِيْجِي، فقيه من كبار الشافعية. يُعرف بفقيه الحرم لمجاورته الحرم بمكة المكرمة نحواً عن أربعين سنة، وقد كان ضريراً.

## مولده ووفاته
ولد أبو نصر البندنيجي ببندنيج بالقرب من بغداد سنة 407هـ - 1016، وتوفي بذي الذنبتين باليمن، بينها وبين تعز مسيرة يومين، سنة 495هـ - 1102م.

## كتبه
له كتاب «المعتمد» في الفقه، جزآن ضخمان، قال الإسنوي: «وهو مشهور في الحجاز واليمن، قليل الوجود في غيرهما».